# 雅卡雷济纽
雅卡雷济纽是巴西巴拉那州的一个市镇。总面积602.526平方公里，总人口40526人，人口密度67.3人/平方公里。